# Compulsão à repetição
Compulsão à repetição (em alemão: Wiederholungszwang) é um fenômeno psicológico descrito por Sigmund Freud em que uma pessoa tende a repetir experiências, eventos, comportamentos traumáticos ou suas circunstâncias, mesmo que isso cause sofrimento. Pode se manifestar por meio de reencenações destas experiências, nas quais a pessoa se coloca em situações que favoreçam sua repetição, ou ainda através de sonhos nos quais memórias e sentimentos relacionados ao evento são revividos e, em casos de psicose, até alucinados.
A compulsão à repetição também pode ser utilizada como um mecanismo de enfrentamento à repetição de padrões comportamentais ou, de forma mais ampla, dos padrões de vida, como "um componente-chave na compreensão de Freud sobre a saúde mental, a 'compulsão de repetição' descreve o padrão pelo qual as pessoas repetem incessantemente padrões de comportamento que no passado foram difíceis ou angustiantes".

## Desenvolvimento do conceito

### Descrição inicial
O uso do termo "compulsão à repetição" ocorreu pela primeira vez no ensaio Recordar, repetir e elaborar (1914), de Sigmund Freud. Neste, Freud observou "que o analisando não recorda absolutamente o que foi esquecido e reprimido, mas sim o atua. Ele não o reproduz como lembrança, mas como ato, ele o repete, naturalmente sem saber que o faz".

### Além do Princípio do Prazer
No ensaio Além do Princípio do Prazer [en] (1920), Freud aprofunda o conceito de compulsão à repetição e descreve quatro aspectos do comportamento repetitivo, os quais ele considera opostos à busca pelo prazer e afastamento do sofrimento.
- O primeiro aspecto foi a forma como “a vida onírica da neurose traumática apresenta a característica de reconduzir o paciente repetidamente à situação de seu acidente, da qual acorda com susto renovado”,[7] em vez de, por exemplo, “recordá-lo como uma parte do passado”.[8]

- O segundo aspecto surgiu da brincadeira das crianças. Freud relatou ter observado uma criança jogar seu brinquedo favorito do berço, ficar chateada com a perda e então puxar o brinquedo de volta, apenas para repetir essa ação.[9] [10] Freud teorizou que a criança estava tentando dominar a sensação de perda "ao permitir que a mãe fosse embora sem opor resistência",[11] e questiona: "Como, pois, harmoniza-se com o princípio de prazer que ela repita como brincadeira essa vivência que lhe é penosa?".[11]

- O terceiro foi a forma (observada em 1914) como o paciente, explorando na terapia um passado reprimido, “é antes obrigado a repetir o recalcado como uma vivência presente, em vez de... recordá-lo como uma parte do passado... fica claro que a compulsão a repetir na transferência os acontecimentos de seu período de vida infantil se coloca de todos os modos acima do princípio de prazer".[12]

- O quarto aspecto é chamado de "compulsão do destino", que se manifesta nas histórias de vida das pessoas como um "traço de caráter imutável de sua natureza que precisa se manifestar na repetição das mesmas vivências".[13]